# Sherwood Hu
Sherwood Hu, ook Xuehua Hu genoemd (Chinees: 胡雪桦) (Shanghai, 1961), is een Chinees filmregisseur, -producer, acteur en scriptschrijver. Hu volgde de Universiteit van Hawaï in Manoa voor Theaterstudies.

## Filmografie
| Jaar | Engelse titel           | Chinese titel   | Rol                                |
| ---- | ----------------------- | --------------- | ---------------------------------- |
| 2006 | Prince of the Himalayas | Ximalaya wangzi | regisseur/scriptschrijver/producer |
| 2002 | On the Roof             | -               | regisseur/scriptschrijver          |
| 1998 | Lani-Loa — The Passage  | Lanai-Loa       | regisseur/producer/acteur          |
| 1995 | Warrior Lanling         | Lanling wang    | regisseur/scriptschrijver          |